# Mónica Calzetta Ruiz
Mónica Calzetta Ruiz (* 29. November 1972 in Genf) ist eine spanische Schachspielerin.

## Leben
Im Alter von etwa sieben Jahren übersiedelte sie auf die spanische Mittelmeerinsel Mallorca.
1992 wurde sie 4. bei den Studentenweltmeisterschaften der Frauen in Antwerpen, 1996 Vizeweltmeisterin mit der Mannschaft im spanischen León. Mit der spanischen Frauenmannschaft nahm sie an den Schacholympiaden 1992, 1994, 1996, 2000, 2002, 2004, 2006, 2008, 2010 und 2012 und den Mannschaftseuropameisterschaften 1997, 1999, 2001, 2003, 2005, 2007, 2009, 2011 und 2015 teil.
Sie spielte für den französischen Club Montpellier Echecs und gewann mit ihm 1997, 1998, 1999 und 2001 die französische Mannschaftsmeisterschaft der Frauen. In der deutschen Frauenbundesliga spielte Calzetta in der Saison 2003/04 für den SC Meerbauer Kiel sowie in den Saisons 2006/07 und 2015/16 für den SK Doppelbauer Kiel. In der spanischen Mannschaftsmeisterschaft spielt sie seit 2016 für Mérida Patrimonio de la Humanidad.
Calzetta gewann die spanische Meisterschaft der Frauen 1997, 2000, 2002, 2004, 2005, 2007 und 2009.